# Rubén Rondón
Rubén Rondón (nacido como Rubén Rondón García, el 28 de junio de 2001 en Valladolid, España) también conocido como Rubenthai, es un deportista español dedicado a los deportes de contacto, reconocido como Deportista de Alto Nivel (DAN) seis veces campeón de España en Muay Thai, Kickboxing, K-1 y MMA, y dos veces mundial de Muay thai (WKA 2019) y K-1 (GBF 2022). Miembro de la Selección Nacional de Kickboxing y Muay Thai (2019) y desde 2021 de la selección española de MMA (AEMMA) su récord amateur es de 52-6.

## Reseña biográfica

### Inicios deportivos
Siendo muy niño comenzó con la práctica del Karate donde cosechó sus primeras medallas. A los 14 años se inició en el Muay Thai en el club Combat de Valladolid donde empezó oficialmente su carrera deportiva amateur. Tras haber quedado segundo a los 16 años en sus dos primeros combates, obtuvo tres oros en los campeonatos de Castilla y León, otro en el campeonato de España organizado por la World Kickboxing Association (WKA) (Getafe 22/04/2017) y posteriormente cuatro en los campeonatos de España FEKM e IFMA en ambas disciplinas En 2019 pasó a formar parte de la Selección Nacional y fue reconocido oficialmente por la Junta de Castilla y León como DAN, siendo publicado en el Boletín Oficial de Castilla y León el 4 de junio de 2019, acogiéndose a los beneficios que otorga el Consejo Superior de Deportes (CSD).

### Nueva etapa
Fue a partir de ese momento cuando abandona el deporte amateur y con 17 años cambia su residencia en Valladolid para instalarse en Madrid donde continúa con su preparación e inicia una nueva etapa en el campo neo-profesional. 
Nada más llegar a la capital en la primavera de 2019 participa y gana sus dos últimos campeonatos de España oficiales (FEKM) de Muay Thai (Guadalajara 02/03/2019) y de Kick Boxing (Guadalajara 12/05/2019). El 2 de junio de ese mismo año se inscribe en el Open Mundial de la World Karate Association (WKA) quedando vencedor en la categoría de -69Kg. El 1 de septiembre comienza su andadura en la categoría senior conquistando el trofeo Extreme Fighter 2019 en su primera edición.
Su sexto título nacional llega en junio de 2021, esta vez en K-1 con guantillas neo-profesional y reglas GAMMA (GAMMA (Global Association of Mixed Martial Arts)) - ONE, siendo elegido por el maestro Chinto Mordillo para representar a España en el Campeonato del Mundo de Ámsterdam el 25 de marzo de 2022 en una nueva modalidad: MMA striking, donde tras vencer a su primer rival, fue derrotado por el representante de Azerbayan.
El 28 de mayo de 2022 obtiene su segundo título mundial, en el campeonato organizado en Lérida por la Global Boxing Federation (GBF). 

## Distinciones
- Deportista de Alto Nivel (CSD) 2019
- Miembro de la Selección Nacional (FEKM) 2019
- Miembro de la Selección Española de MMA (AEMMA) 2021
- Entrenador nacional 2022